# Babiniec (Petite-Pologne)
Pour les articles homonymes, voir Babiniec.
Babiniec (prononciation : [baˈbiɲɛt͡s]) est une localité polonaise de la gmina de Biecz, située dans le powiat de Gorlice en voïvodie de Petite-Pologne.